# José Sáenz de Aguirre
José Sáenz de Aguirre (ur. 24 marca 1630 w Logroño, zm. 19 sierpnia 1699 w Rzymie) – hiszpański teolog, benedyktyn i kardynał.

## Życiorys
W młodości wstąpił do zakonu benedyktynów z kongregacji Montecassino i ukończył studia teologiczne na uniwersytecie w Salamance. Następnie przez piętnaście lat był kierownikiem studiów w klasztorze św. Wincentego w Salamance, po czym został obrany na opata tego klasztoru. Następnie został profesorem teologii na uniwersytecie w Salamance. Został także radcą i sekretarzem Rady Inkwizycji oraz przewodniczącym kongregacji Montecassino w Hiszpanii. W 1682 opowiedział się zdecydowanie przeciwko uchwalonym we Francji tzw. artykułom gallikańskim, czym zwrócił na siebie uwagę papieża Innocentego XI.
2 września 1686 José Sáenz de Aguirre został mianowany przez Innocentego XI kardynałem prezbiterem. W Kurii Rzymskiej został przydzielony do pracy w Kongregacji Soborowej (1687–1699), Kongregacji Indeksu (1687–1699), Kongregacji Rzymskiej i Powszechnej Inkwizycji (1687–1699), Kongregacji ds. Obrzędów (1687–1699) i Kongregacji ds. Egzaminowania Biskupów (1690–1699). Uczestniczył w konklawe 1689 i konklawe 1691. W latach 90. XVII wieku stan jego zdrowia znacznie się pogorszył na skutek przeciążenia pracą i nasilających się ataków epilepsji, na którą cierpiał od wielu lat. Zmarł na udar mózgu w swym rzymskim pałacu w wieku 69 lat.

## Dzieła
- Philosophia Nova-antiqua (Salamanka 1671-75) – dzieło w obronie tomizmu i arystotelizmu
- Philosophia Morum (Salamanka 1677; Rzym 1698) – czterotomowy komentarz do Etyki Arystotelesa
- De virtutibus et vitiis disputationes ethicae in quibus disseritur quidquid spectat ad philosophiam moralem ab Aristotele traditam (Salamanka 1677; Rzym 1697; Rzym 1717).
- S. Anselmi Theologia, commentariis et disputationibus tum dogmaticis tum scholasticis illustrata (Salamanka 1678-81; Rzym 1688-90) – dzieło o wymowie antyjansenistycznej;
- Auctoritas infallibilis et summa Cathedrae Sancti Petri, (Salamanka 1683) – dzieło skierowane przeciwko artykułom gallikańskim z 1682
- Collectio maxima conciliorum omnium Hispaniae et novi orbis (Salamanka 1686)